# جيورجي مامارداشفيلي
جيورجي مامارداشفيلي (مواليد 29 سبتمبر 2000) هو لاعب كرة قدم جورجي يلعب كحارس مرمى في نادي فالنسيا على سبيل الإعارة من نادي ليفربول.